# Tai Webster
Tai Webster, né le 29 mai 1995 à Auckland en Nouvelle-Zélande, est un joueur néo-zélandais de basket-ball. Il évolue aux postes de meneur et d'arrière. Il est le frère de Corey Webster.

## Biographie
Non drafté à sa sortie d'université en 2017, il rejoint les Hornets de Charlotte afin de disputer la NBA Summer League.
Début novembre 2021, le club lituanien du Žalgiris Kaunas et Emmanuel Mudiay rompent le contrat qui les unit et Webster remplace Mudiay au poste de meneur. Il n'est pas prolongé en fin de saison.
En mars 2025, Webster rejoint la Jeunesse laïque de Bourg-en-Bresse, club du championnat de France. Il pallie l'absence sur blessure de Xavier Castaneda.

## Palmarès
- Vainqueur de la coupe de Lituanie 2022
- Champion ANBL 2013
- Champion NZNBL 2012